# Michiel Bulckaert
Michiel Bulckaert (Oostvleteren, 29 september 1895 - Kortrijk, 20 april 1968) was een Belgisch advocaat en gedeputeerde van West-Vlaanderen.

## Levensloop
Michiel Daniel Korneel Bulckaert promoveerde tot doctor in de rechten aan de Katholieke Universiteit Leuven in 1921 en werd advocaat aan de Balie van Veurne. Hij trouwde achtereenvolgens met Johanna Roorijck en met Margaretha Lambrecht.
Als oud-strijder van de Eerste Wereldoorlog nam hij actief deel aan de werking van het Verbond van Vlaamse Oud-Strijders (VOS) en was hij secretaris van de eerste IJzerbedevaarten. Later werd hij, tot in 1940, ondervoorzitter van het IJzerbedevaartcomité. Hij was ook actief in de Frontpartij.
Van 1925 tot 1944 was hij provincieraadslid voor het kanton Veurne (eerst voor de Frontpartij, na 1933 voor haar opvolger, het VNV). Van 1926 tot 1936 was hij ook Vlaams-nationalistisch gemeenteraadslid in Veurne. In 1936 werd hij namens het Vlaams Nationaal Blok (een kiesvereniging die hoofdzakelijk bestond uit het VNV, aangevuld met Vlaams-nationalisten die niet tot het VNV behoorden) lid van de Bestendige Deputatie, in een coalitie met de Katholieke Partij, en bleef dit tot in september 1941.
Ondertussen was hij op 17 augustus 1940 door secretaris-generaal Gérard Romsée aangesteld als waarnemend gouverneur van West-Vlaanderen, een functie die hij uitoefende tot aan de Bevrijding in september 1944. Aangezien het om een functie ging die hij onder toezicht en met goedkeuring van de bezetter had uitgeoefend, werd hij niet in de reeks rechtmatige gouverneurs opgenomen. Tijdens zijn ambtsperiode speelde Bulckaert in West-Vlaanderen een sleutelrol bij de Vlaams-nationalistische greep naar de macht en het aanstellen van gemeentebestuurders van VNV-signatuur.
Na de oorlog werd Bulckaert veroordeeld wegens collaboratie en zat hij in de gevangenis tot in 1950. De veroordeling was eerder mild, omdat werd rekening gehouden met zijn gematigd en ten opzichte van de bezetter zelfs remmend optreden.
Nadat hij was vrijgekomen werd hij bestuurder van het Kortrijks textielbedrijf Vetex, samen met zijn schoonbroer Frans Strubbe (1894-1995) en zijn schoonvader Camille Lambrecht (1864-1963). Camiel Geerardijn (1894-1969), de schoonbroer van Frans Strubbe, was ook bestuurder van Vetex. Allen waren goede bekenden in het collaboratiemilieu.